# Saint-Boil
Saint-Boil est une commune française située dans le département de Saône-et-Loire, en région Bourgogne-Franche-Comté.

## Géographie
La commune a pour principaux hameaux Etiveau (cité en tant que « Villa Servella » en 885), Collonge (« Collonges subtus St Bauderium » au XIe siècle) et Chaumois.

### Climat
Pour des articles plus généraux, voir Climat de la Bourgogne-Franche-Comté et Climat de Saône-et-Loire.
En 2010, le climat de la commune est de type climat océanique dégradé des plaines du Centre et du Nord, selon une étude du Centre national de la recherche scientifique s'appuyant sur une série de données couvrant la période 1971-2000. En 2020, Météo-France publie une typologie des climats de la France métropolitaine dans laquelle la commune est dans une zone de transition entre le climat océanique altéré et le climat océanique altéré et est dans la région climatique Bourgogne, vallée de la Saône, caractérisée par un bon ensoleillement (1 900 h/an), un été chaud (18,5 °C), un air sec au printemps et en été et des vents faibles.
Pour la période 1971-2000, la température annuelle moyenne est de 11,2 °C, avec une amplitude thermique annuelle de 17,7 °C. Le cumul annuel moyen de précipitations est de 867 mm, avec 10,9 jours de précipitations en janvier et 7,4 jours en juillet. Pour la période 1991-2020, la température moyenne annuelle observée sur la station météorologique de Météo-France la plus proche, « Mt-Saint-Vincent », sur la commune de Mont-Saint-Vincent à 16 km à vol d'oiseau, est de 10,4 °C et le cumul annuel moyen de précipitations est de 891,2 mm. 
La température maximale relevée sur cette station est de 37,6 °C, atteinte le 12 août 2003 ; la température minimale est de −21,1 °C, atteinte le 10 février 1956,,.
Les paramètres climatiques de la commune ont été estimés pour le milieu du siècle (2041-2070) selon différents scénarios d'émission de gaz à effet de serre à partir des nouvelles projections climatiques de référence DRIAS-2020. Ils sont consultables sur un site dédié publié par Météo-France en novembre 2022.

## Urbanisme

### Typologie
Au 1er janvier 2024, Saint-Boil est catégorisée commune rurale à habitat dispersé, selon la nouvelle grille communale de densité à sept niveaux définie par l'Insee en 2022.
Elle est située hors unité urbaine. Par ailleurs la commune fait partie de l'aire d'attraction de Chalon-sur-Saône, dont elle est une commune de la couronne,. Cette aire, qui regroupe 109 communes, est catégorisée dans les aires de 50 000 à moins de 200 000 habitants,.

### Occupation des sols
L'occupation des sols de la commune, telle qu'elle ressort de la base de données européenne d’occupation biophysique des sols Corine Land Cover (CLC), est marquée par l'importance des territoires agricoles (84,7 % en 2018), en diminution par rapport à 1990 (89,8 %). La répartition détaillée en 2018 est la suivante : prairies (51,6 %), terres arables (14,4 %), forêts (12,4 %), cultures permanentes (10,4 %), zones agricoles hétérogènes (8,3 %), zones urbanisées (3 %). L'évolution de l’occupation des sols de la commune et de ses infrastructures peut être observée sur les différentes représentations cartographiques du territoire : la carte de Cassini (XVIIIe siècle), la carte d'état-major (1820-1866) et les cartes ou photos aériennes de l'IGN pour la période actuelle (1950 à aujourd'hui).

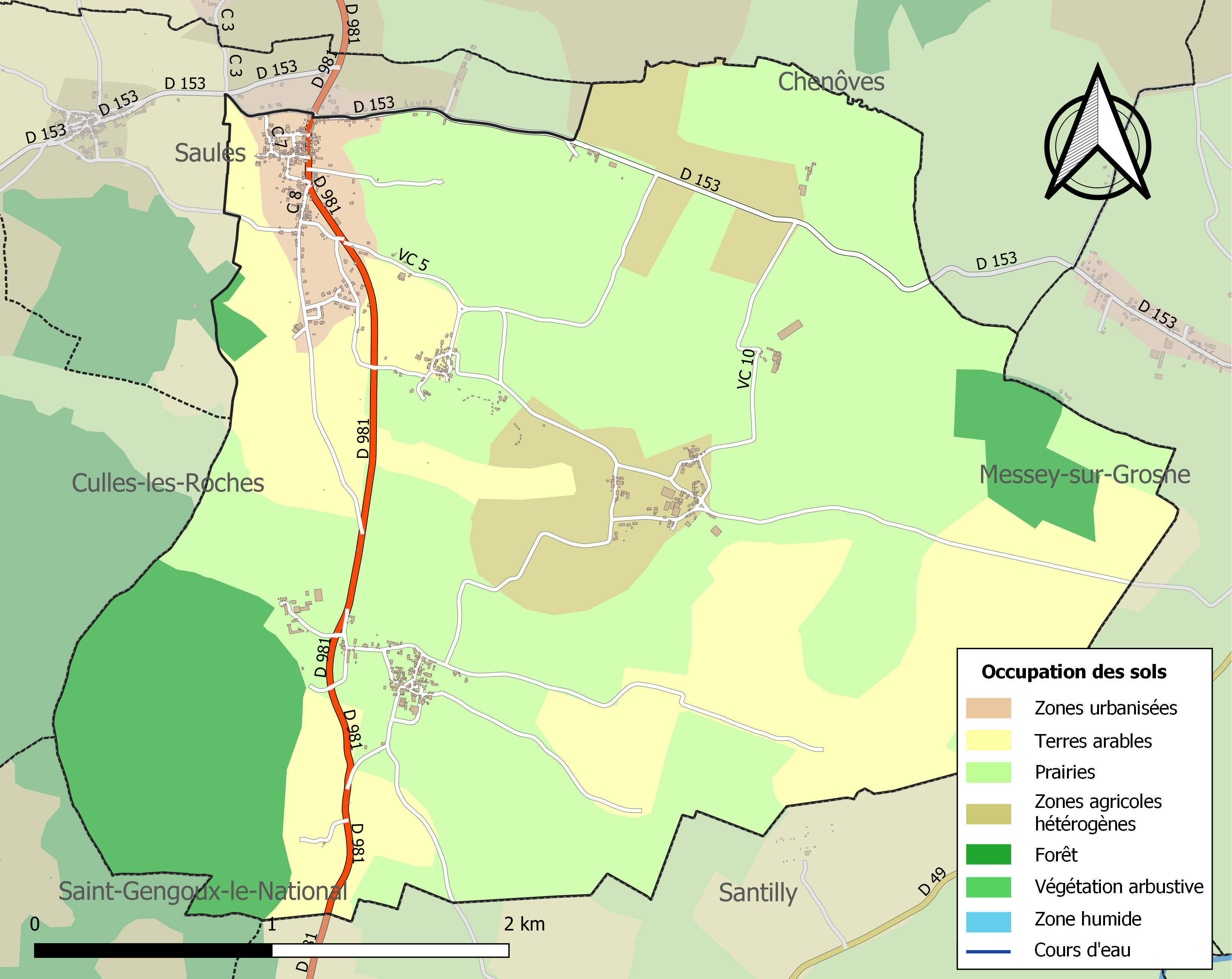
Carte des infrastructures et de l'occupation des sols de la commune en 2018 (CLC).

## Histoire
En 1790, à la création des cantons, la commune de Saint-Boil fut intégrée au canton de Culles-les-Roches (alors chef-lieu d'un canton).
Au cours de la Révolution française, à compter du 6 février 1794, la commune porta provisoirement le nom de Noizeret.

## Politique et administration
| Période                                  | Période  | Identité      | Étiquette | Qualité |
| ---------------------------------------- | -------- | ------------- | --------- | ------- |
| mars 2001                                | En cours | Joël Dessolin |           |         |
| Les données manquantes sont à compléter. |          |               |           |         |

## Démographie

Les vignobles de la côte chalonnaise.

L'évolution du nombre d'habitants est connue à travers les recensements de la population effectués dans la commune depuis 1793. Pour les communes de moins de 10 000 habitants, une enquête de recensement portant sur toute la population est réalisée tous les cinq ans, les populations de référence des années intermédiaires étant quant à elles estimées par interpolation ou extrapolation. Pour la commune, le premier recensement exhaustif entrant dans le cadre du nouveau dispositif a été réalisé en 2008.

En 2022, la commune comptait 492 habitants, en évolution de +0,41 % par rapport à 2016 (Saône-et-Loire : −1,06 %, France hors Mayotte : +2,11 %).
| 1793 | 1800 | 1806  | 1821 | 1831 | 1836 | 1841 | 1846 | 1851 |
| ---- | ---- | ----- | ---- | ---- | ---- | ---- | ---- | ---- |
| 791  | 743  | 1 037 | 835  | 882  | 881  | 902  | 874  | 901  |

| 1856 | 1861 | 1866 | 1872 | 1876 | 1881 | 1886 | 1891 | 1896 |
| ---- | ---- | ---- | ---- | ---- | ---- | ---- | ---- | ---- |
| 884  | 848  | 852  | 847  | 899  | 888  | 805  | 804  | 813  |

| 1901 | 1906 | 1911 | 1921 | 1926 | 1931 | 1936 | 1946 | 1954 |
| ---- | ---- | ---- | ---- | ---- | ---- | ---- | ---- | ---- |
| 790  | 801  | 772  | 716  | 702  | 637  | 580  | 490  | 524  |

| 1962 | 1968 | 1975 | 1982 | 1990 | 1999 | 2006 | 2008 | 2013 |
| ---- | ---- | ---- | ---- | ---- | ---- | ---- | ---- | ---- |
| 519  | 502  | 439  | 398  | 377  | 406  | 449  | 461  | 476  |

| 2018 | 2022 | - | - | - | - | - | - | - |
| ---- | ---- | - | - | - | - | - | - | - |
| 492  | 492  | - | - | - | - | - | - | - |

## Lieux et monuments
- Église Saint-Baudile[19],[20],[21] : l'église a été placée vers l'an 900 sous le vocable de saint Baudile dont le nom a été déformé au cours du temps en saint Boil.
L'église romane a d'abord été une simple nef avec d'étroites fenêtres se terminant sur un mur à l'est s'ouvrant sur un chœur voûté en cul-de-four. L'accès au chœur se faisait par une ouverture en forme d'arc en plein cintre dans le mur. L'église était couverte d'un toit en laves. Une couverture placée sur les contreforts s'appuyant sur le mur ouest permettait de faire précéder l'église d'un porche où pouvaient se tenir les réunions de la paroisse.
Le cimetière entourait l'église mais les notables étaient enterrés dans l'église.
L'église a été modifiée au cours du temps :
 - au XIe siècle : adjonction d'un clocher,
 - au XVe siècle, le chœur est remplacé par une construction plus grande éclairée à l'est par une fenêtre géminée,
 - au XVIIIe siècle, installation du maître autel en pierre polie de la Doue-sur-Beaune, à l'initiative de l'abbé Joseph Girard, curé de Saint-Boil de 1760 à 1794, qui commanda en 1768 à Claude Bézulier, maître sculpteur à Chalon, « un autel de pierre polie de la Doue-sur-Beaune [...] un retable de bois de chêne avec deux colonnes, Gloire au-dessus ; à droite et à gauche deux crédences à deux portes surmontées de lambris garnis chacun d'une niche et d'une statue. »[22],
 - à la fin du XVIIIe siècle, l'abbé Girard a fait construire la sacristie actuelle en remplacement de celle qui se trouvait à la base du clocher,
 - au XIXe siècle, on ajoute deux chapelles latérales qui forment le transept, remplacement du porche initial en réutilisant deux colonnes et ouverture de six fenêtres au lieu des petites ouvertures. Le plafond en bois est remplacé par une voûte en plâtre avec des colonnes en pierre encastrées dans les murs de la nef aux points de retombée des arcs de la voûte. La toiture est refaite en tuiles plates. La fenêtre du chœur est munie des vitraux représentant les quatre évangélistes.
 - en 1978, une restauration de l'intérieur de l'église a permis de mettre au jour une cuve baptismale octogonale, probablement très ancienne[23].
Parmi les œuvres se trouvant dans l'église :
 - la « Gloire » placée au-dessus du cintre, provenant d'un retable du XVIIIe siècle qui se trouvait au fond du chœur,
 - un tableau représentant le Christ en Croix,
 - les statues se trouvant de part et d'autre de la fenêtre du chœur représentent saint Baudile, à gauche, et saint Denis, à droite,
 - le Christ en face de la chaire date de 1649.
L'église dispose d'un « vitrail du souvenir », composé sur le thème de la Première Guerre mondiale et sur lequel apparaissent deux poilus, le Christ et sainte Jeanne d'Arc[24].
- Presbytère : l'ancien presbytère se trouve à l'ouest de l'église. Il servit pendant quelques années de mairie puis fut vendu comme bien national en 1796, avant d'être racheté en 1823 par la commune, avec l'aide de l'évêché.
- Ancienne carrière de sculptures gallo-romaines[25] datant du IIIe siècle. Cette exploitation de calcaires blancs à pisolithes fonctionna du Ier au IIIe siècle après J.-C. Dans cette roche semi-dure au litage peu marqué, on réalisait l'extraction au pic en creusant des saignées verticales sur le pourtour du bloc à extraire et en introduisant en force des coins. L'utilisation principale de ses blocs était les dalles de sol et de couverture et des pièces de placage. Au IIe siècle un atelier de sculpture produisit des ex-voto et des stèles funéraires. Au VIIe siècle cette exploitation fut de nouveau utilisée pour l'extraction de cuves de sarcophages. La dureté du calcaire face au grès est sans doute la cause de l'arrêt de l'exploitation qui entraîna le comblement et l'oubli de la carrière.
- Lavoirs : la commune possède plusieurs lavoirs de la fin du XIXe siècle, dont celui de la Source[26], au lieu-dit Collonge.
- Le domaine du Mousseau, à l'ouest du hameau d'Étiveau, jadis constitué d'une centaine d'hectares et dont les bâtiments d'habitation et d'exploitation, en partie ruinés, furent restaurés au milieu du XVIIe siècle par M. de Poncelet, seigneur de Montceau et de Boirie, lieutenant du roi à Saint-Gengoux-le-Royal (qui fit notamment édifier les deux tours carrées de la façade nord)[27].
- Au hameau de Collonge : source résurgente de la Goutteuse[28].

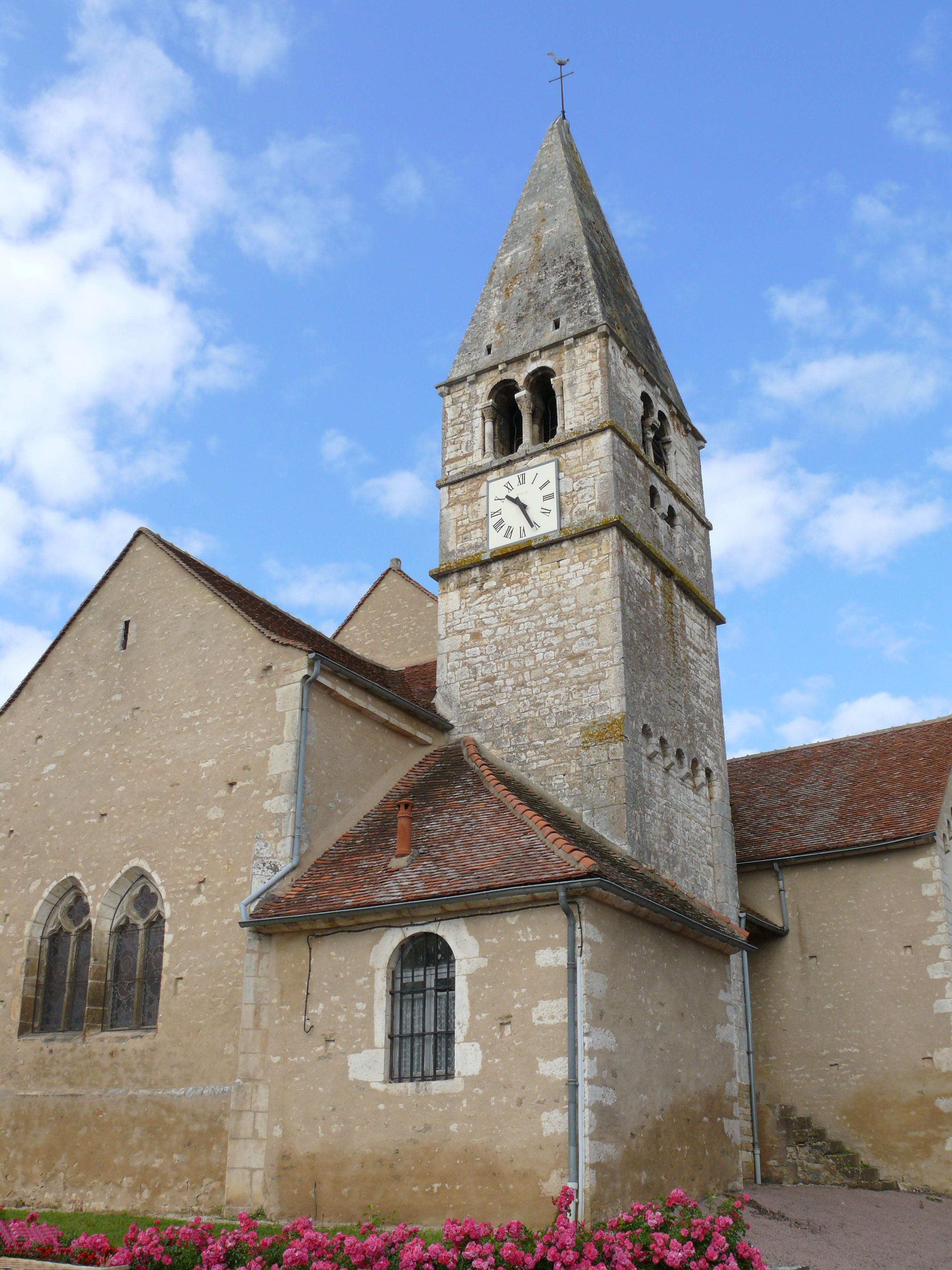
Le chevet de l'église avec le clocher.
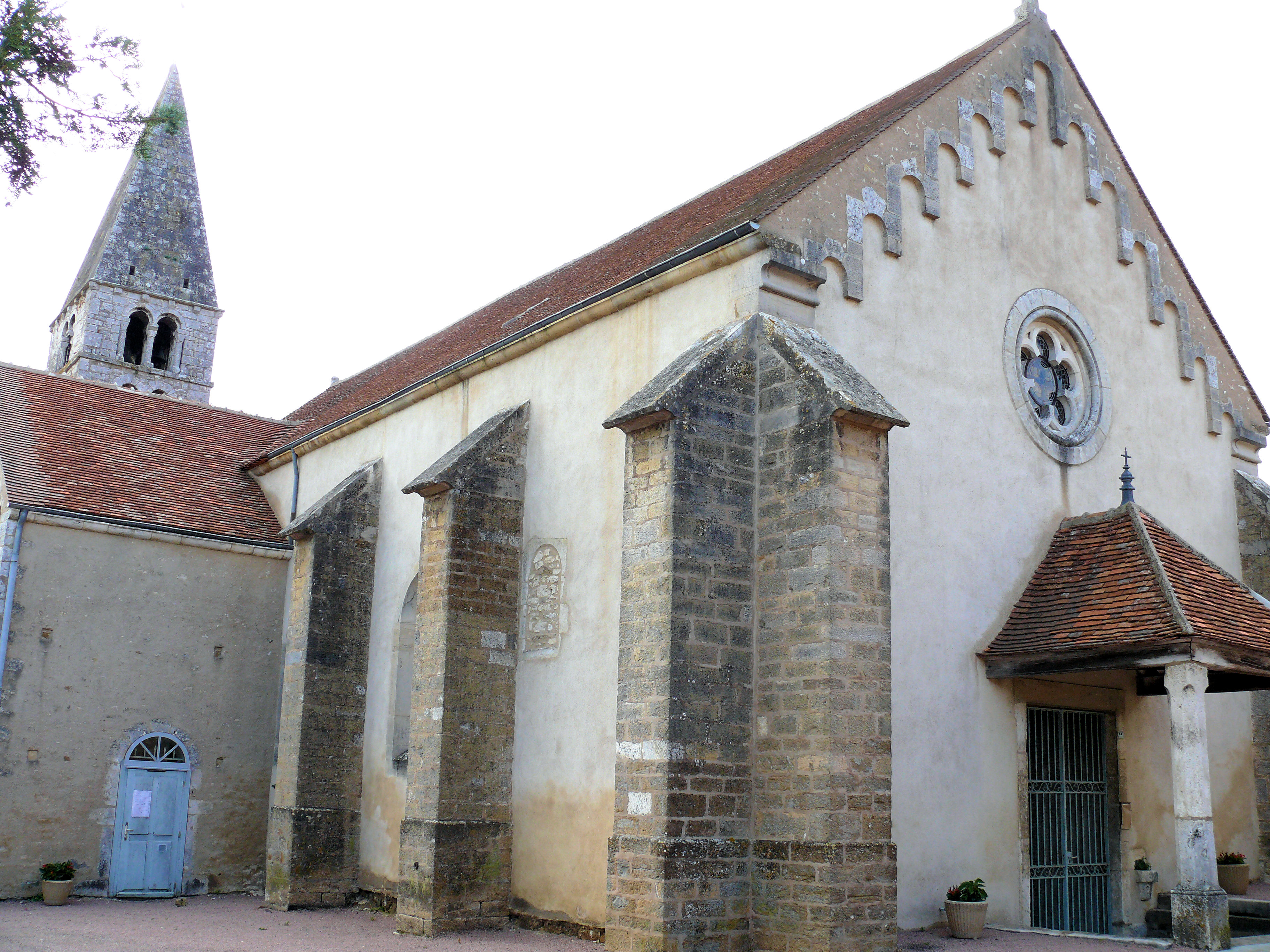
L'église et son porche.
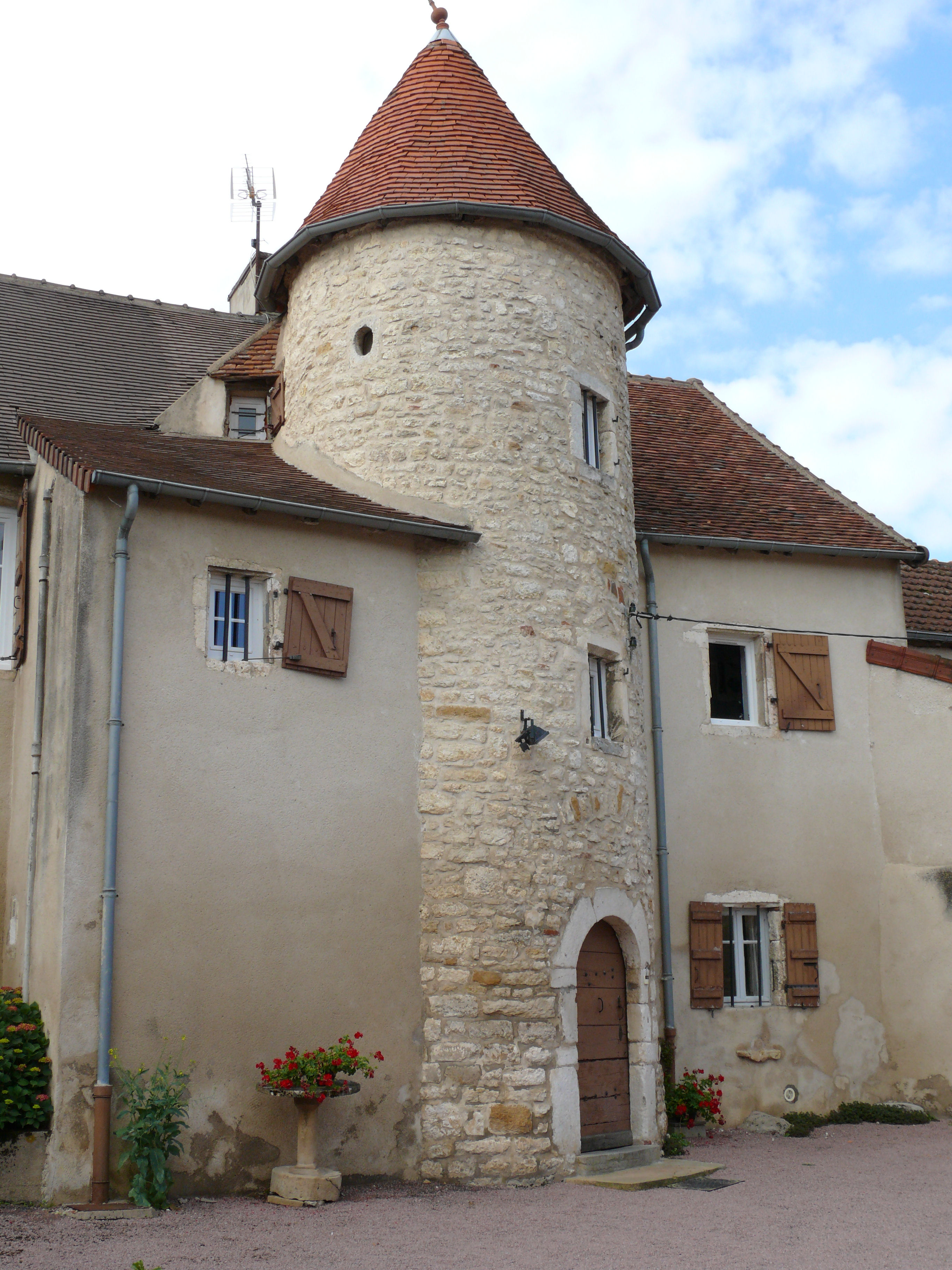
Ancien presbytère.

## Personnalités liées à la commune
- René Guénot est né à Saint-Boil le 8 novembre 1890. Il remporta le Tour de France Cycliste des Indépendants en 1910. Il fut également vainqueur de Marseille-Nice-Marseille 1910, Paris-Roubaix indépendants 1911, du GP de Vichy (1912), Marseille-Lyon 1914 et Paris-Lyon 1914.

## Pour approfondir